# Friedrich Wilhelm Schrewe
Friedrich Wilhelm Schrewe, auch Schreve (* 20. Dezember 1772 in Herford; † Juni 1833 ebenda), war ein deutscher Unternehmer und Politiker.
Schrewe war der Sohn des Unternehmers Johann Friedrich Wilhelm Schrewe. Seit 1801 betrieb die Familie eine Baumwoll- und Kattunfabrik in Herford. Diese Baumwollspinnerei setzte Arbeiter aus dem dortigen Zuchthaus und Kinder aus dem Armenhaus ein. 1803 beschäftigte er 110 Menschen. Das Unternehmen expandierte rasch. 1809 beschäftigte er neben den Gefangenen noch 200 freie Mitarbeiter, 1819 schon 320. Nach dem Ende der Befreiungskriege konnte das Unternehmen sich nicht mehr gegen die englischen Wettbewerber behaupten und ging Konkurs. Schrewe wurde bei der ersten Wahl zum Provinziallandtag der Provinz Westfalen als Abgeordneter für den Stand der Städte im Wahlbezirk Minden-Ravensberg und die Stadt Herford gewählt. 1826 nahm er selbst nicht am Landtag teil (dies machte Johann Diedrich Kielbeck aus Herford, der als sein Stellvertreter gewählt worden war), beim zweiten Landtag 1828 nahm er jedoch an der Beratungen teil.